# Krossholt
Krossholt ist eine Siedlung in den Westfjorden von Island.
Sie liegt am Ausgang des Mórudalurs zwischen dem Tungumúlafjall im Westen und dem Krossfjall und dem Laugatungufjall im Osten.
Die Berge erreichen eine Höhe bis 459 m.
Neben dem Fluss Móra fließen die Vaðadalsá, Arnabýla und die Hagaá in die Bucht Hageavaðall vor dem Tal.
Die Bucht gehört zum Gebiet Barðaströnd am Nordufer vom Breiðafjörður in der Gemeinde Vesturbyggð.
Krossholt liegt nördlich neben dem Barðastrandarvegur .
Der nächstgrößere Ort ist Patreksfjörður am Ende der Straße.
Südlich der Straße liegt das Bad Krosslaug, das von einer heißen Quelle gespeist wird.
Nicht zu verwechseln mit dem bekannteren Krossneslaug, welches auch in den Westfjorden liegt, aber über 100 km weiter nordöstlich.